# Contea di Duchesne
La contea di Duchesne, in inglese Duchesne County, è una contea dello Stato dello Utah, negli Stati Uniti. La popolazione al censimento del 2000 era di 14 371 abitanti. Il capoluogo di contea è Duchesne.

## Geografia fisica
La contea si trova nella parte nord-orientale dello Utah. L'U.S. Census Bureau certifica che l'estensione della contea è di 8433 km², di cui 8387 km² composti da terra e i rimanenti 46 km² composti di acqua.
La contea si trova nel Bacino Uinta ed è bagnata dai fiumi Duchesne, Strawberry e Yellowstone. Al nord si trovano i monti Uinta dove ci sono diversi laghi alpini. Qui si trova il punto più alto dello Stato, Kings Peak, con un'elevazione di 4123 m.

### Contee confinanti
- Contea di Summit - nord
- Contea di Daggett - nord-est
- Contea di Uintah - est
- Contea di Carbon - sud
- Contea di Utah - sud-ovest
- Contea di Wasatch - ovest

## Storia
Gran parte della contea un tempo rientrava nella Riserva Uintah e Ouray, creata nel 1861 per i nativi Ute. La contea di Duchesne venne costituita nel 1914 da parte del territorio della contea di Wasatch.

## Comuni

### Cities
- Duchesne
- Myton
- Roosevelt

### Towns
- Altamont
- Tabiona

### Census-designated places
- Bluebell
- Neola